# Échenilleur à masque noir
Coracina novaehollandiae
Espèce
Statut de conservation UICN

 LC  : Préoccupation mineure
L'Échenilleur à masque noir (Coracina novaehollandiae) est une espèce d'oiseaux de la famille des Campephagidae. C'est un oiseau omnivore commun en Australie, Nouvelle-Guinée et aux îles Salomon. il est protégé en Australie par le National Parks and Wildlife Act, 1974.
Il est largement distribué dans presque tous les habitats boisés sauf les forêts tropicales. Mais on peut également le trouver dans les zones urbaines et il est assez commun sur les lignes électriques dans les villes australiennes telles que Sydney et Perth.

## Taxonomie
Il a été décrit par le naturaliste allemand Johann Friedrich Gmelin en 1789. Le peuple aborigène Yinjibarndi au centre et à l'ouest de la région de Pilbara l'appelait Julgira; il leur coupait les ailes et les utilisait comme animaux de compagnie.

## Description
Les oiseaux adultes ont une face et une gorge noires, un plumage gris, le ventre blanc et le bec légèrement crochu. Leur taille varie entre 32 et 34 cm. Ils sont lents, discrets, avec un cri strident "creearck"

## Comportement
Leur régime alimentaire se compose d'insectes, de larves, de chenilles ou autres invertébrés. Ils peuvent les capturer en vol ou en les cherchant dans le feuillage. En plus, ils consomment des fruits et des graines.
La saison de reproduction va principalement d'août à février. Les deux partenaires construisent un nid plutôt petit. Les oisillons quittent le nid environ trois semaines après l'éclosion. ils ressemblent aux adultes, sauf le masque facial noir qui est réduit à une bande au niveau de l'œil.
En dehors de la saison de reproduction, ils aiment vivre en bandes allant jusqu'à une centaine d'individus. Certaines sont partiellement migratrices, d'autres sédentaires. L'absence de différences significatives entre les populations régionales, en Australie, fait qu'il est difficile de déterminer où les populations se déplacent en hiver.

## Liste des sous-espèces
Selon Alan P. Peterson, cet oiseau est représenté par trois sous-espèces :
- Coracina novaehollandiae melanops (Latham) 1802
- Coracina novaehollandiae novaehollandiae (Gmelin) 1789
- Coracina novaehollandiae subpallida Mathews 1912

## Galerie

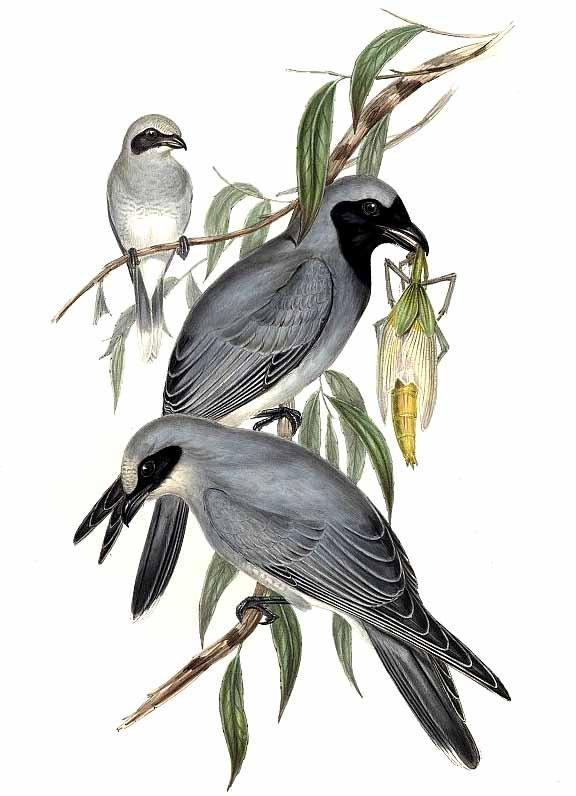